# Пасековское сельское поселение
Пасековское сельское поселение — муниципальное образование в Кантемировском районе Воронежской области.
Административный центр — хутор Пасеково.

## Административное деление
Состав поселения:
- хутор Пасеково,
- хутор Лебедев,
- хутор Солёный,
- село Шевченково.